# Ephialtias pseudena
Ephialtias pseudena là một loài bướm đêm thuộc họ Notodontidae. Nó được tìm thấy ở Panama và the Magdalena Valley của Colombia.